# 마이크로네시아 몰
마이크로네시아 몰(영어: Micronesia Mall)은 괌 데데도에 위치한 쇼핑 센터이다.
마이크로네시아 몰은 1988년 8월 8일에 개점했으며, 개점일인 8일은 중국 등 행운의 수라고 여겨지는 중국 등 아시아의 문화를 바탕으로 쇼핑 센터의 소유자들이 개점에 어울리는 날이라고 생각한 날이다.